# Ісарчандир
Ісарчандир (тур. Hisarçandır) — невелике село на півдні Туреччини, у районі Коньяалти провінції Анталія. Розташоване вздовж дороги Анталья-Алтин'яка-Кумлуджа та на південному правому березі річки Чандир у передгірському районі на відстані 45 км на південний захід від столиці провінції міста Анталії. Село розташоване на висоті 900 м над р. м., оточене лісами.
Назва села походить від назви місцевості «Чандир», а префікс «Ісар» означає фортецю чи укріплення, і пов'язаний з залишками кріпосної стіни, які розташовані на північному заході від села та відомі як «замок Чандир». Префікс був доданий, щоб відрізняти село від сусіднього села Ярбашчандир.
Через село проходить туристичний маршрут «Лікійська стежка». На території села було знайдено саркофаг III століття н. е. місцевого виробництва, із зображеннями людей та битви лева з биком. На той час територія перебувала під контролем міста Фазеліс. 2008 року саркофаг було перенесено до музею Анталії
У селі наявна мечеть, кафе, магазин, декілька гостьових будинків. Також наявні медичний пункт, поліклініка та початкова школа. Село пов'язане автобусним сполученням з містом Анталія.